# ピサロ歩兵戦闘車
ピサロ歩兵戦闘車（ピサロほへいせんとうしゃ、Pizarro infantería combate vehículo）は、スペインとオーストリアが共同開発したASCOD（Austrian-Spanish Cooperative Development）歩兵戦闘車のうち、スペイン陸軍向けのバージョンの名称である。

## 開発
本車は、1980年にオーストリアのシュタイア・ダイムラー・プフ社とスペインのサンタ・バルバラ社の合意によって開発が着手された。
1990年に完成した最初の試作車（PT01）は重量21tで出力500hpのペガソ社製ディーゼルエンジンを搭載しており、1992年に完成した2番目の試作車（PT02）は重量26tで出力600hp、どちらの車両も転輪は複列式のものが片側6個である。3番目の試作車（PT03）はPT01を改修したもので、転輪が1個追加されて片側7個になった。
4番目の試作車（PT04）は1994年に作られ、スペイン陸軍では1996年に「ピサロ」として、オーストリア陸軍では1999年に「ウラン」として採用された。ウラン（Ulan）は、ポーランド槍騎兵の意味である。
スペインでは歩兵戦闘車型を123両、指揮車型を21両、オーストリアでは112両を導入した。

## 装甲
車体と砲塔は圧延防弾鋼板による全溶接構造で、60度の傾斜が付けられた車体前面装甲板は14.5mm重機関銃弾の直撃に耐えられるとされているほか、車体形状はレーダー反射や赤外線反射が考慮されている。
砲塔と車体の前面および側面には2段階のレベルで増加装甲を装着することができ、乗組員が選択できるようになっている。なお、スペイン陸軍向けのピサロの増加装甲はサンタ・バルバラ社製の爆発反応装甲であるといわれている。

## バリエーション
- ASCOD105 - 軽戦車バージョン